# دیر یا زود (ترانه مدونا)
«دیر یا زود» (به انگلیسی: Sooner or Later) ترانه‌ای از هنرمند اهل ایالات متحده آمریکا مدونا است.